# ステロイド

ステロイド核のA-D環及びステロイドの炭素番号

ステロイドの一種、コレステロール

ステロイド (steroid) は、天然に存在するトリテルペノイドの一種である。

## 概要
シクロペンタノペルヒドロフェナントレン（ステラン）を基本骨格とし、それに官能基が付随したものを指す。通常はC-10とC-13にメチル基を、また多くの場合C-17にアルキル基を有する。共通して、ステロイド骨格（ステラン核）は、3つのイス型六員環と1つの五員環がつながった4縮合環構造を持っている。ステロイド骨格そのものは脂溶性（疎水性）で水に不溶であるが、C-3位がヒドロキシル化されあるいはカルボニル基となったステロール類やステロイドホルモンなどは水溶性である。ステロールはステロイドのサブグループであり、C-3にヒドロキシ基を有するステロイド化合物である。動物が普遍的に合成するコレステロールは最もよく知られるステロールのひとつである。
何百もの異なるステロイドが真核生物（植物、動物、菌類など）で見つかっているが、全てのステロイドはラノステロール（動物および菌類）またはシクロアルテノール（それ以外の真核生物）と呼ばれる出発物質（プロトステロールとも呼ばれる）から生成される。プロトステロールは、トリテルペンの一種であるスクアレンがエポキシ化ののち環化されてステロイド骨格を形成したものである。
ステロイドは、ほとんどの真核生物に存在しており、自身の生体内にて生合成される。中性脂質やタンパク質、糖類とともに細胞膜の重要な構成成分となっているほか、胆汁に含まれる胆汁酸や生体維持に重要なホルモン類（副腎皮質ホルモンや昆虫の変態ホルモンなど）として、幅広く利用されている。一部の真核生物では自身でステロイドの合成ができず、環境中からステロイドを摂取する（昆虫、繊毛虫など）。

## 構造
ステロイドは側鎖などによって、コレスタン (cholestane)、コラン (cholane)、プレグナン (pregnane)、アンドロスタン (androstane)、エストラン (estrane) の5つに分類される。
下図のように構造式を書いた場合に、それぞれの環を左下から順にA環、B環、C環、D環と呼ぶ。また環上の置換基の立体表示法として、紙面下側方向をα、上側方向をβで表す。隣り合う環同士の間にαとβの両方を含む場合はトランス配置、いずれもα（またはβ）の場合はシス配置と呼ばれる。A/B環の配置は両方を取りうる（そのため下図の例では5位水素の立体が明示されていない）が、B/C環は常にトランス配置であり、C/D環も多くがトランス配置である。
a配座/e配座、α配座/β配座と表現される場合もある。

コレスタン
コラン
プレグナン
アンドロスタン
エストラン

## 生合成

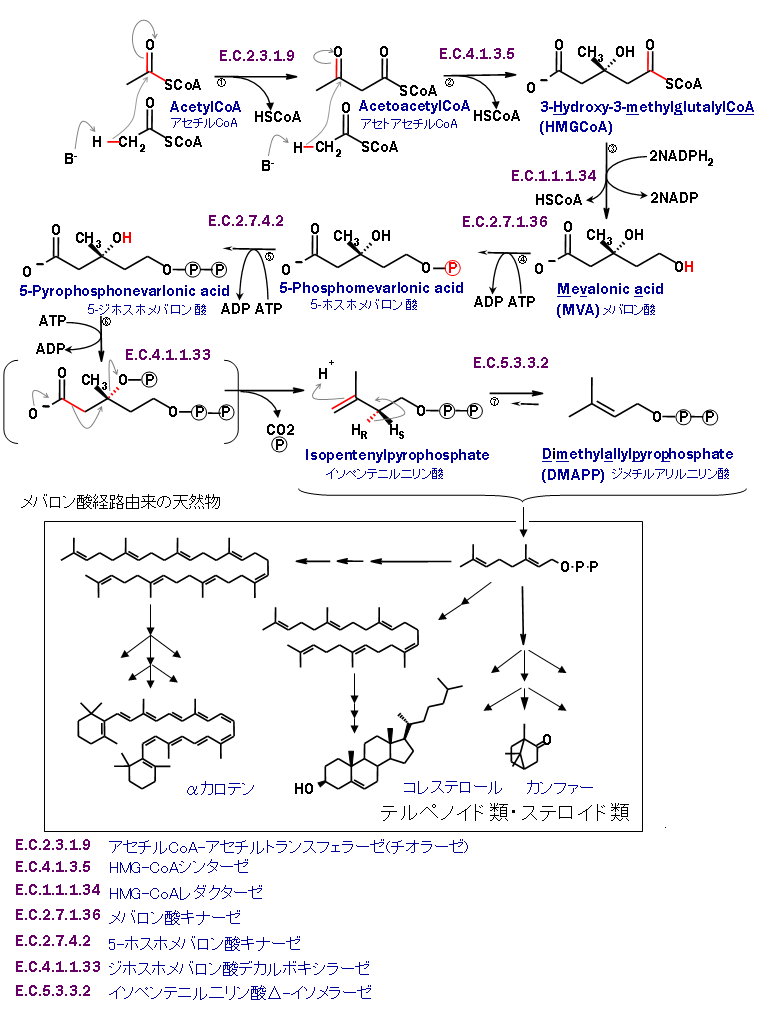
HMG-CoAリダクターゼ経路（メバロン酸経路）。画像クリックで拡大と解説

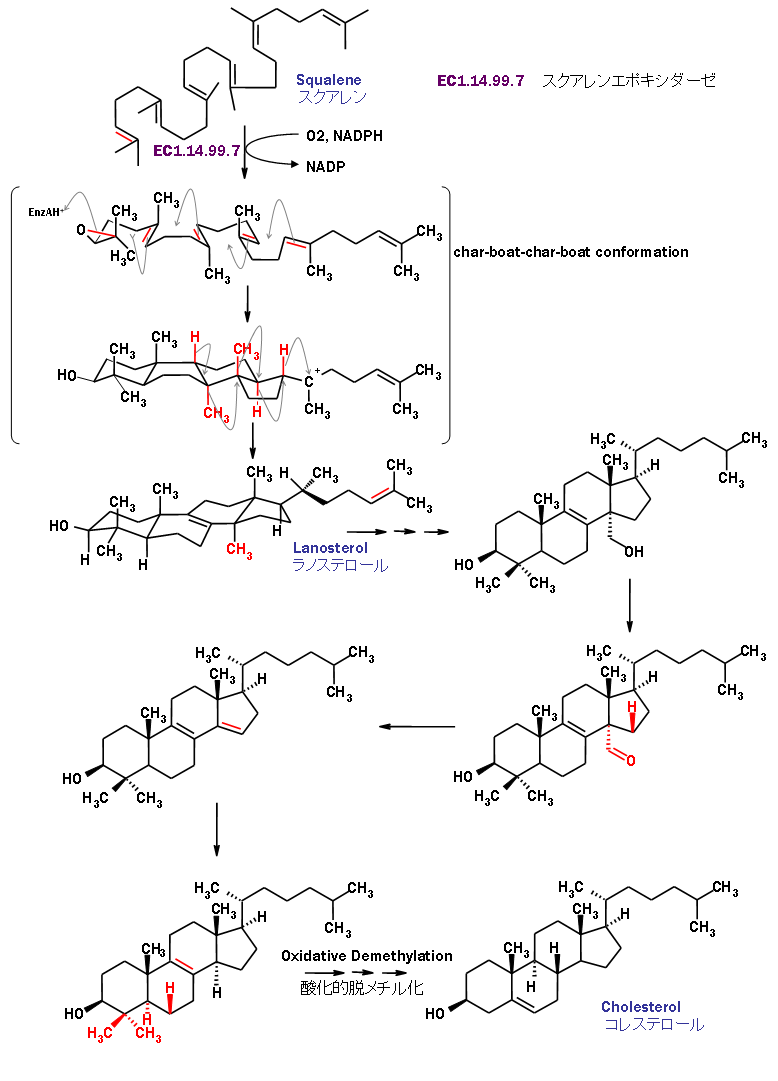
ステロイド骨格形成反応。画像クリックで拡大と解説

高等脊椎動物では、肝臓の肝細胞の滑面小胞体などで酢酸からアセチルCoAなどを経てメバロン酸経路に入り、テルペノイドの一つ、スクアレンとなる。スクアレンの2,3-位がエポキシ化されたのち、閉環反応によって４つの環が同時に形成され、ラノステロールとなる。エポキシ酸素が水素化されるのをきっかけに、4つの二重結合のπ電子がドミノ倒しのように倒れこんでσ結合となりステロイドのA, B, C, D環が一度に形成される。それだけでなく、ステロイドの20位炭素上に発生したカルボカチオンを埋めるように、2つの水素（ヒドリド）とメチル基がそれぞれステロイド環平面を横切ることなく1つずつ隣りの炭素に転位することで、熱力学的安定配座となりラノステロールが生成する。植物では、ラノステロールではなくシクロアルテノールを形成し、そこからステロイドが誘導される。さらに他の生物種では、エポキシ化されたスクアレン（オキシドスクアレン）から別のテルペノイドであるβ-アミリンを生成する生合成経路も知られている。同様に一部の細菌では、スクアレンをエポキシ化せずに環化して５つの六員環からなるホパノイドを生成する経路も存在する。
ラノステロールから更に先はリダクターゼとP450酵素によるメチル基の酸化が繰り返されて適用される。その結果、C-4およびC-14の3つのメチル基が二酸化炭素として切断され、さらにB環内にある2重結合の位置を微調整したのち、（ラノステロールから17段階で）コレステロールが生成する。全てのステロイドホルモンは、ホルモン分泌器官に運ばれたコレステロールからプレグネノロンという中間体を経由して生合成され、このプレグネノロンへの変換がステロイドホルモン合成の律速段階となる。このため、多くのステロイドホルモン刺激ホルモンはこの過程を促進する。

## ステロール

ステロール類の共通骨格

コレステロールなど、3位にヒドロキシ基を持つステロイドは特にステロールと呼ばれ、ひとつの化合物群を形成している。

## 胆汁酸

胆汁酸の一種、コール酸の構造式

ステロイド骨格は疎水性であり、ヒドロキシ基やカルボキシル基のような親水基を加えると両親媒性が現れる。胆汁酸はその性質を消化吸収に役立てている。詳細は 胆汁酸 を参照のこと。

## ステロイドホルモン
ホルモン作用を持つステロイドはステロイドホルモンと呼ばれる。ステロイドホルモンは大部分が副腎皮質から分泌されるが、一部の性ホルモンは、精巣や卵巣から分泌される。

## 代表的な生体内ステロイド

### 膜脂質の構成成分
細胞膜を構成する脂質。
- コレステロール
- ストロファンチジン
- コレスタノール

### ホルモン作用を持つもの（ステロイドホルモン）
- 性ホルモン - 性器の分化、性的な特徴の発現に関わる物質
  - 男性ホルモン（アンドロゲン）
    - テストステロン

  - 女性ホルモン（エストロゲン）
    - エストラジオール

  - 女性ホルモン（黄体ホルモン）
    - プロゲステロン
- 糖質コルチコイド - 血糖値を保つ
  - コルチゾール
  - コルチコステロン
  - コルチゾン
- 鉱質コルチコイド - ナトリウムをはじめとした塩類の再吸収を制御し、血圧を維持する。
  - アルドステロン
  - デオキシコルチコステロン

## その他
2023年4月に、「健康茶」を謳う製品から、医薬品成分のステロイドが相次いで確認されたとして、国民生活センターは同年5月17日、注意を呼び掛けた。